# 丹尼爾半島
72°50′S 169°35′E / 72.833°S 169.583°E
丹尼爾半島（英語：Daniell Peninsula）是南極洲的半島，位於維多利亞地沿岸，最高點海拔高度2,000米，該半島由新西蘭探險隊命名，現時受南極條約體系管理。